# 슈라쿠엔역
슈라쿠엔역(일본어: 聚楽園駅)은 일본 아이치현 도카이시에 위치한 나고야 철도 도코나메선의 철도역이다. 역 번호는 TA 07이며, 단선 · 섬식 2면 3선 구조의 복합 승강장을 갖춘 지상역이다.

## 타는 곳
| 1 | ■ 도코나메선  | 하행 | 오타가와 · 도코나메 · 주부코쿠사이쿠코 · 지타한다 방면 |        |
| 3 | ■ 도코나메선  | 상행 | 진구마에 · 나고야 · 이누야마 · 신카니 방면             | 본선   |
| 4 | ■ 도코나메 선 | 상행 | 진구마에 · 나고야 · 이누야마 · 신카니 방면             | 대피선 |

## 이용 현황
| 연도 | 1일 평균 승차 인원 |
| ---- | ------------------ |
| 2007 | 4,610              |
| 2008 | 4,703              |
| 2009 | 4,735              |
| 2010 | 4,747              |
| 2011 | 4,968              |
| 2012 | 5,215              |
| 2013 | 5,541              |
| 2014 | 5,647              |
| 2015 | 5,951              |

## 역 주변
- 국도 제247호선
- 국도 제302호선
- 이세완간 자동차도 도카이 나들목
- 슈라쿠엔 공원
- 아이치 제강

## 인접 역
| 나고야 철도 도코나메선       | 나고야 철도 도코나메선 | 나고야 철도 도코나메선           |
| ---------------------------- | ---------------------- | -------------------------------- |
| TA 01 진구마에 진구마에 방면 | □ 쾌속급행             | 오타가와 TA 09 도코나메 방면     |
| TA 03 오에 진구마에 방면     | ■ 급행                 | 오타가와 TA 09 도코나메 방면     |
| TA 04 다이도초 진구마에 방면 | ■ 준특급               | 오타가와 TA 09 도코나메 방면     |
| TA 06 나와 진구마에 방면     | ■ 보통                 | 신닛테쓰마에 TA 08 도코나메 방면 |